# Saint-pourçain (AOC)
Pour les articles homonymes, voir Saint-Pourçain.
Le saint-pourçain est un vin d'appellation d'origine contrôlée produit autour de Saint-Pourçain-sur-Sioule, dans le département de l'Allier. 
S’insérant dans la catégorie des « vignobles du Massif Central » (comme les côtes-d'Auvergne, les côtes-du-Forez et l'Urfé), on rattache cette aire de production à celle plus vaste du vignoble de la vallée de la Loire.

## Histoire

### Moyen Âge
On retrouve dans un texte bachique du Moyen Âge, découvert par Achille Jubinal (Nouveau recueil de contes, dits, fabliaux et autres pièces inédites des XIIIe, XIVe et XVe siècles) dans un poème intitulé La Desputoison du vin et de l'eau, une référence aux vins de Saint-Pourçain, qui indique :

« Por ce nommés sui Saint-Porçain 
 Car je sui saint, bon, cler et sain. »

Le vin de Saint-Pourçain était servi à la table des rois de France Capétiens dès le XIIIe siècle, ainsi qu'à la cour des papes à Avignon (une cour qui en consommait de 60 à 120 hectolitres par an). Il fut servi lors des fêtes données par le roi Saint Louis à Saumur en 1241 lorsque Alphonse de Poitiers fut armé chevalier et investi des comtés d'Auvergne et du Poitou. Lors du sacre de Philippe de Valois en 1328, les habitants de Reims eurent droit à un festin arrosé de saint-pourçain. Les qualités de ce vignoble sont vantées par l'évêque de Paris Guillaume d'Auvergne au XIIIe siècle. Sous Philippe Auguste, le poète Henri d'Andelys dans son histoire La bataille des vins énumère les plus grands vins blancs de l'époque et place en troisième position le saint-pourçain après les vins de Beaune et de Saint-Émilion. Les ducs de Bourbon et comtes de Forez appréciaient bien évidemment ce vin, noble produit des terres de leur duché.

Il était transporté à Paris par bateaux ("sapinières") qui descendaient l'Allier puis la Loire, à partir des ports de la Chaise (commune de Monétay-sur-Allier) et de Châtel-de-Neuvre. Arrivés à Briare ou Gien, après un court charroi, la marchandise suivait alors les cours du Loing, puis ceux de la Seine, pour être déchargée sur la place de Grève de la capitale. On démontait alors les bateaux pour réutiliser le bois pour le chauffage. Pour rejoindre Avignon, on acheminait les tonneaux par charroi jusqu'à Chalon-sur-Saône, puis par bateaux en suivant la Saône et le Rhône.

### Période moderne
Le géographe du roi Charles IX, Nicolas de Nicolay fait l'éloge de ce vin dans son ouvrage Description générale du Bourbonnais en 1569 ou Histoire de cette province en citant notamment les coteaux de la Chaise (commune de Monétay-sur-Allier) comme la terre où sont produits les meilleurs vins blancs de la région. Il parle du grand vignoble saint-pourcinois, mais aussi des vins de Verneuil, de Louchy et de La Chaise ce qui tendrait à prouver qu'il existait à cette époque des vignobles distincts. Cela est confirmé dans l'ouvrage La France pittoresque de 1835 d'Abel Hugo lorsqu'il mentionne, et cette fois-ci au XIXe siècle, les vins de Chantelle, d'Hérisson, de Souvigny et de Segange près de Moulins. On réalise alors à quel point la culture de la vigne était étendue dans le département.
La présence de l'Allier facilite grandement le développement du vignoble permettant à la production d'être acheminée et vendue en grande quantité à Paris. Au XVIIIe siècle les départs de bateaux des ports de la Chaise de Monétay-sur-Allier, Châtel-de-Neuvre et Moulins vers la capitale sont quotidiens. La construction du canal de Briare a rendu plus rapide le trajet. Le vignoble atteint à la fin de ce siècle plus de 8 000 hectares. Mais c'est aussi à cette époque que les meilleurs crus du vignoble saint-pourcinois vont être concurrencés par ceux de Bourgogne (même si François Ier et Louis XIV en leur temps appréciaient déjà beaucoup les bons vins de Beaune). On reproche alors aux vins rouges ordinaires d'être teints (la fleur de sureau était utilisée à cet effet par certains vignerons), de manquer de consistance et de corps et d'être trop chers. Parfois on soupçonne même des additions d'eau (les bateliers durant le transport remplaçant ainsi discrètement ce qu'ils avaient illégalement consommé, Pierre Mondanel in L'ancienne batellerie de l'Allier et de la Dore, 2001).

### Période contemporaine
En 1852, le canton de Saint-Pourçain possédait un vignoble de 1 152 hectares. Mais la vigne s'étendait bien au-delà de ce canton, jusqu'à Moulins et Souvigny au nord, Chantelle et Hérisson à l'ouest, culture dans ces cantons aujourd'hui disparue depuis la crise du phylloxera. La famille Clusier faisait partie des nombreuses familles rentières qui cultivait la vigne sur ses terres bourbonnaise depuis 1739, plus particulièrement à Gouzolles. Aujourd'hui, le vin Clusier n'existe plus et a été racheté par d'autres familles de vignerons.    
Dans la seconde partie du XIXe siècle et jusqu'au début du XXe siècle, le vin de Saint-Pourçain va connaître des moments difficiles en raison de la concurrence des autres vignobles de Bourgogne et de Bordeaux avec l'arrivée du chemin de fer. Dorénavant ces vins sont vendus eux aussi dans la capitale. Arrive ensuite la crise du phylloxera. Le domaine viticole diminue. Les vignerons diversifient leur production et parfois leurs activités pour maintenir leur niveau de vie. Rares sont ceux qui vont pouvoir continuer exclusivement à produire seulement du vin. Les parcelles victimes du phylloxera souvent ne sont pas replantées. 

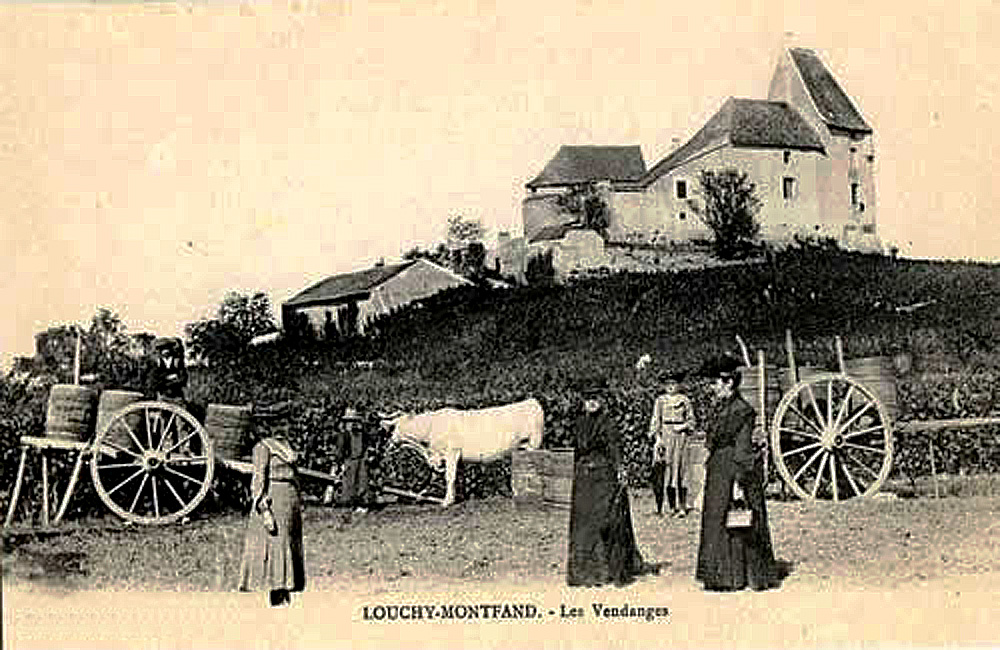
Vendanges dans le clos du château de Louchy-Montfand.
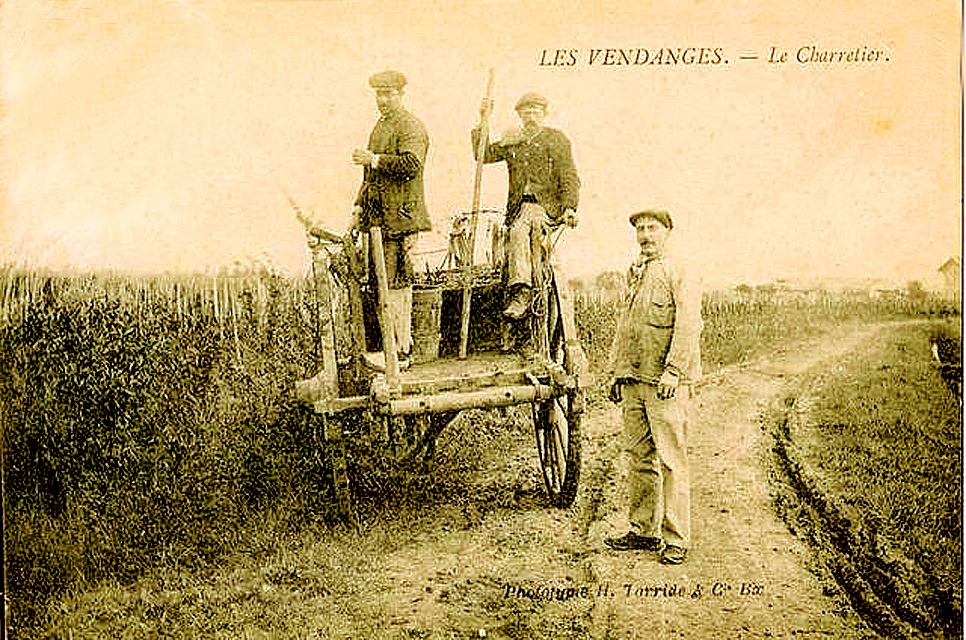
Vendange, à Saint-Pourçain, transportée en bacholles.
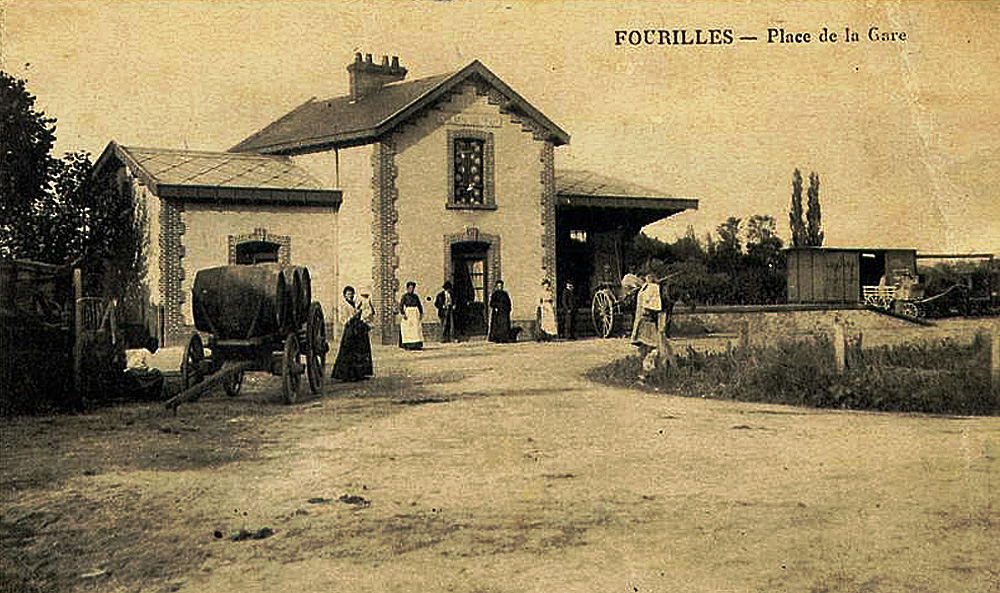
Trois pièces de saint-pourçain devant la gare de Fourilles.

La production chute. Les riches familles viticoles voient leur capital décliner rapidement et celles qui dominaient parfois des villages entiers ne s'en remettront pas. On peut encore prendre conscience de cette richesse en observant l'habitat viticole très présent dans les villages de la région et notamment la traditionnelle maison de vigneron dont la taille, l'utilisation des matériaux (pierre de taille et briques polychromes en frise), la toiture à quatre pans et la cave, sont autant de signes de la richesse de l'activité depuis la fin du XVIIIe siècle jusqu'au milieu du XIXe siècle.

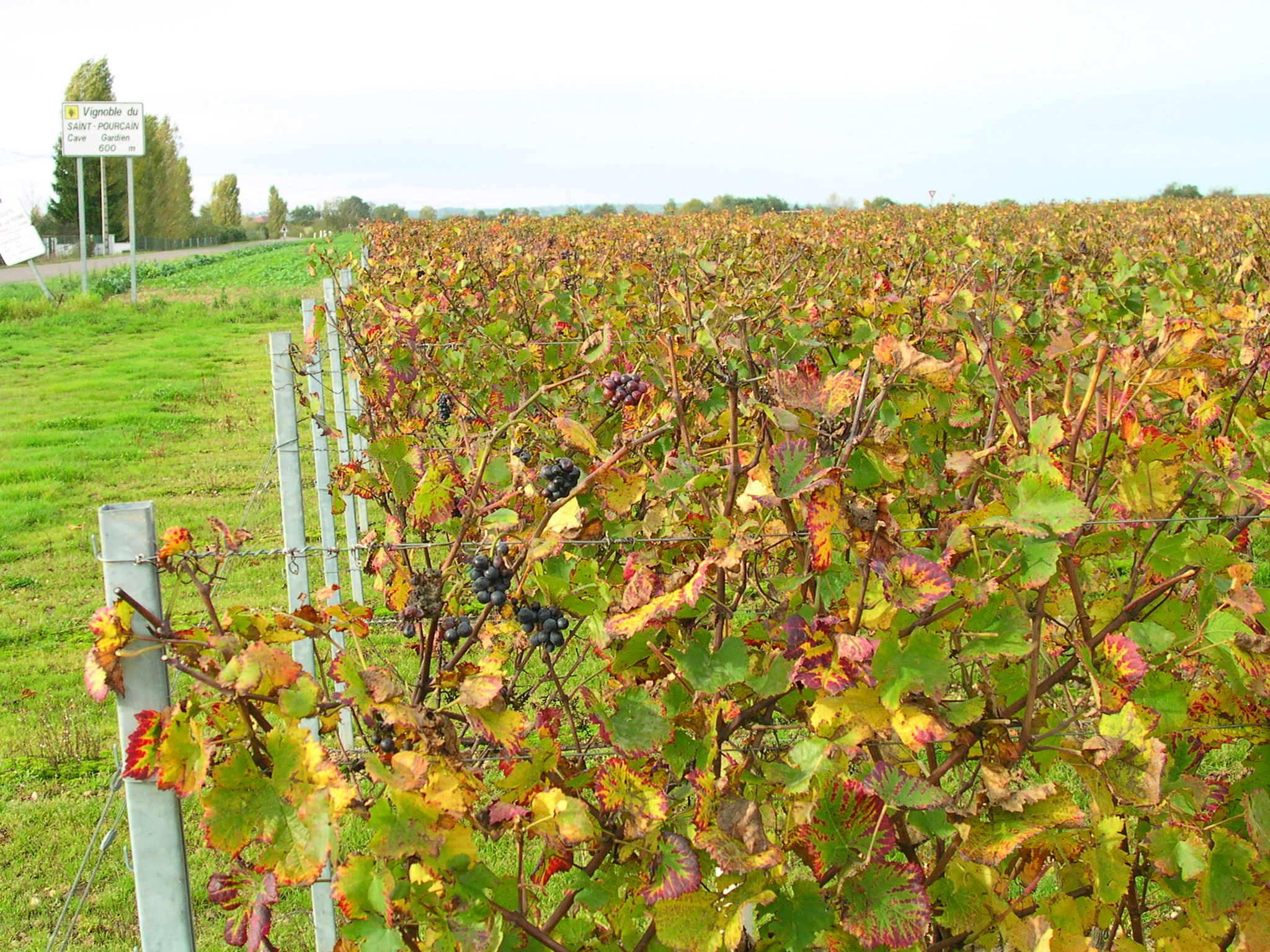
Vignoble de l'AOC saint-pourçain à Besson.

Depuis son classement vin délimité de qualité supérieure (VDQS) par l'arrêté du 20 décembre 1951 (modifié par celui du 23 mai 2000), des efforts ont été menés par les viticulteurs pour améliorer l'encépagement et moderniser les méthodes de culture et de vinification. L'« ordre des Fins Palais » de Saint-Pourçain a été créé en 1962 (s'occupant de la gastronomie bourbonnaise), complété par la confrérie des « Compagnons de la Ficelle » en 1988 (centrés sur le vin de Saint-Pourçain).
La reconnaissance comme appellation d'origine contrôlée (AOC) se fait par le comité national vin de l'INAO le 28 mai 2009, officialisée par le décret du 20 octobre 2009. Le cahier des charges est modifié en mai 2025.

## Situation géographique
Le vignoble s'étend au sud de Moulins sur la rive gauche de l'Allier et forme  une bande  d'une vingtaine de kilomètres de long sur environ quatre de large, sur le flanc ouest du Val de l'Allier et de la Sioule, au centre du département de l'Allier, dans la Limagne bourbonnaise. Le vignoble est implanté sur le territoire de 19 communes. 

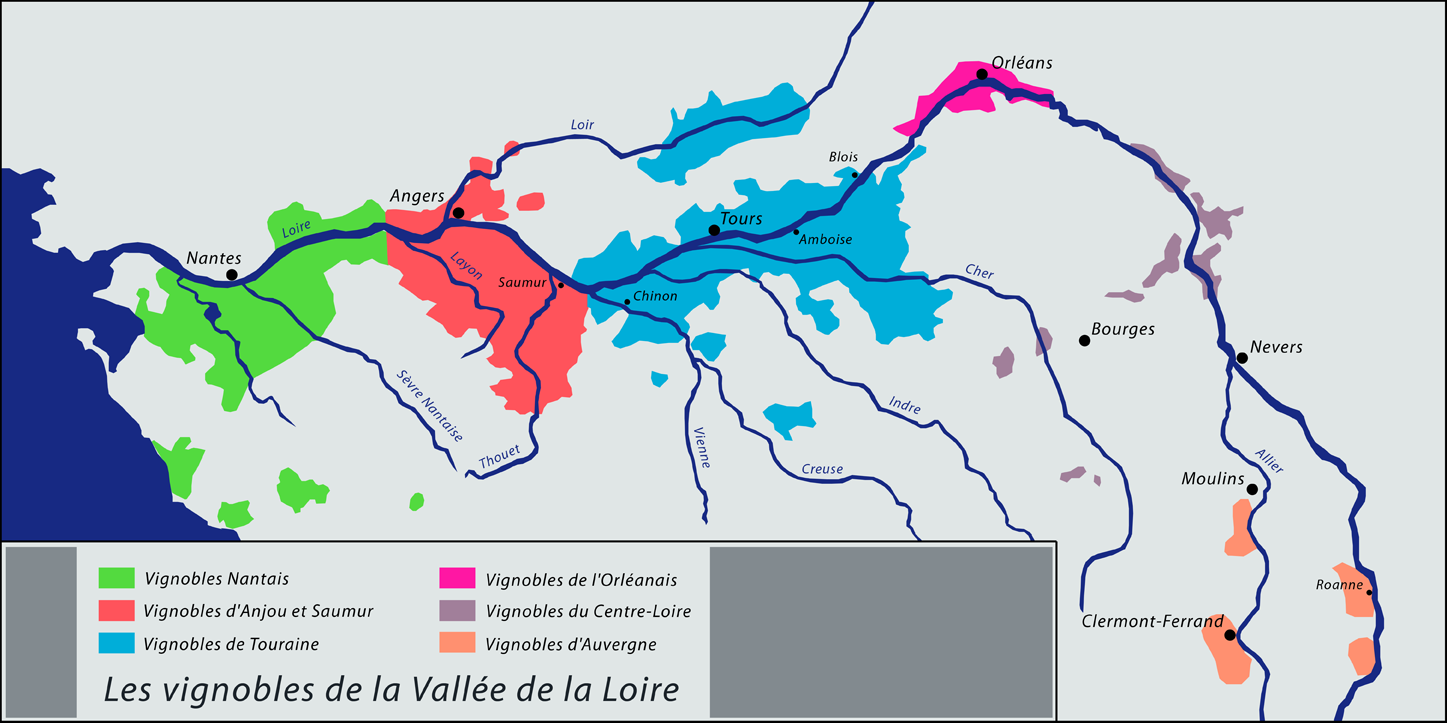
Vignobles de la vallée de la Loire.

### Orographie
Altitude : 250 à 400 mètres. Orientation : sud-est.

### Géologie
Trois types de sols composent le vignoble : sable et gravier, argilo-calcaire et granitique . 

### Climatologie
| Mois                                  | jan.       | fév.      | mars       | avril     | mai       | juin      | jui.      | août      | sep.      | oct.      | nov.       | déc.       | année      |
| ------------------------------------- | ---------- | --------- | ---------- | --------- | --------- | --------- | --------- | --------- | --------- | --------- | ---------- | ---------- | ---------- |
| Température minimale moyenne (°C)     | −0,9       | −0,2      | 1,1        | 3,4       | 7         | 10,2      | 12,1      | 11,8      | 9,4       | 6,4       | 2,3        | −0,5       | 5,2        |
| Température moyenne (°C)              | 2,9        | 4,3       | 6,4        | 9,1       | 12,9      | 16,3      | 18,8      | 18,3      | 15,8      | 11,8      | 6,5        | 3,3        | 10,6       |
| Température maximale moyenne (°C)     | 6,7        | 8,7       | 11,7       | 14,8      | 18,7      | 22,4      | 25,5      | 24,7      | 22,2      | 17,1      | 10,8       | 7,1        | 15,9       |
| Record de froid (°C) date du record   | −26,9 1971 | −24 1963  | −13,3 2005 | −7,3 2003 | −4,2 1976 | −0,2 1962 | 3,7 1979  | 1,7 1966  | −2 1972   | −9 1997   | −11,3 1998 | −18,5 1962 | −26,9 1971 |
| Record de chaleur (°C) date du record | 19,2 1947  | 25,7 1960 | 26,3 1981  | 30,8 1949 | 33 1945   | 39,2 2011 | 41,2 1983 | 40,6 2003 | 36,4 1987 | 30,6 1985 | 24,2 1955  | 21,7 1989  | 41,2 1983  |
| Ensoleillement (h)                    | 66,1       | 88,1      | 136,6      | 170,9     | 197,1     | 232,6     | 270,7     | 237,8     | 197,9     | 135,9     | 82,3       | 64,2       | 1 880      |
| Précipitations (mm)                   | 52,1       | 48,2      | 51         | 62,9      | 107,6     | 79,4      | 60,6      | 75,4      | 77        | 64,7      | 56,9       | 54,4       | 790        |

## Vignoble

### Présentation

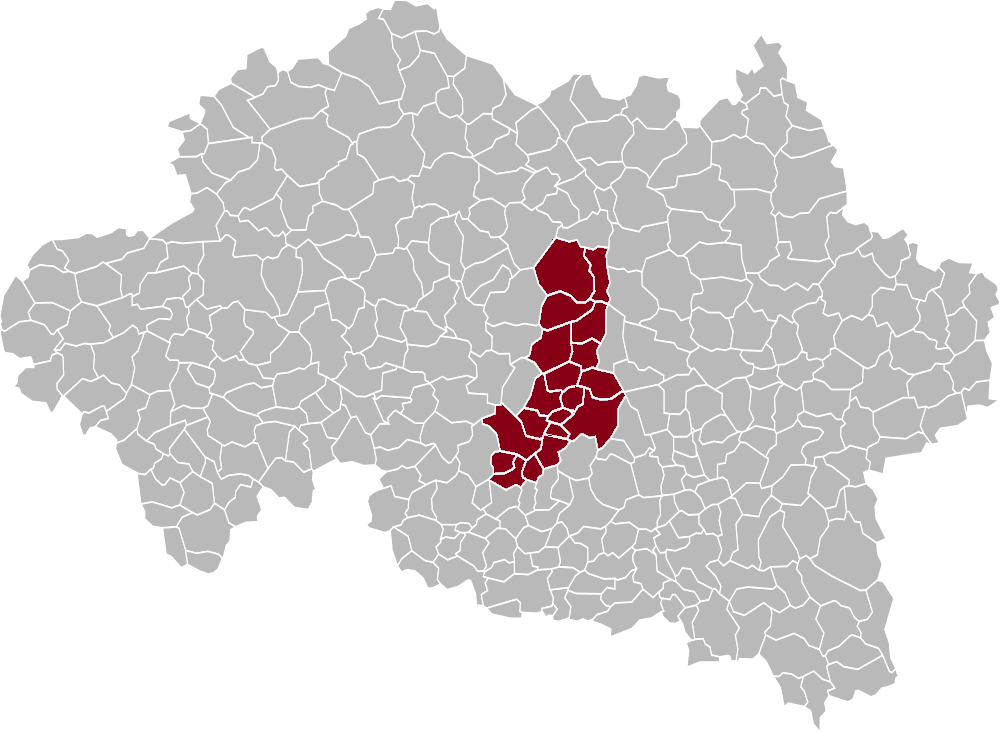
Communes du département de l'Allier faisant partie de l'AOC Saint-Pourçain.

Le vignoble s'étend sur dix-neuf communes de l'Allier, de part et d'autre de Saint-Pourçain-sur-Sioule.
Besson, Bransat, Bresnay, Cesset, Chantelle, Chareil-Cintrat, Châtel-de-Neuvre, Chemilly, Contigny, Deneuille-lès-Chantelle, Fleuriel, Fourilles, Louchy-Montfand, Meillard, Monétay-sur-Allier, Montord, Saulcet et Verneuil-en-Bourbonnais.

### Encépagement

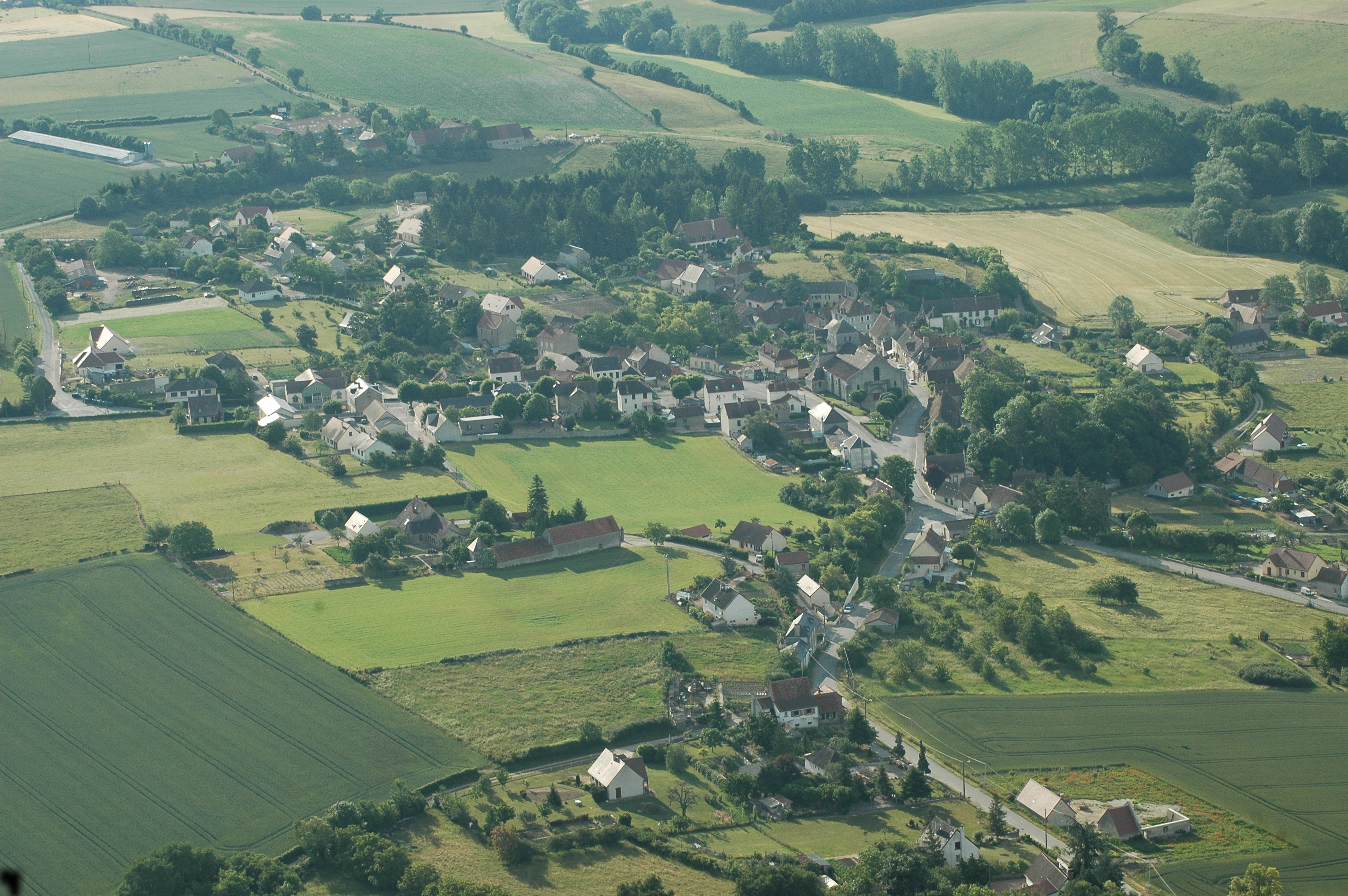
Vignes sur coteaux à Besson.

Les vins blancs sont issus principalement du chardonnay B, complété par du tressalier, une variété indigène du sacy B cultivée uniquement à Saint-Pourçain, et accessoirement par du sauvignon B.
Les vins rouges sont issus des cépages gamay N et pinot noir N.

### Méthodes culturales et réglementation
Les vignes présentent une densité minimale à la plantation de 4 000 pieds par hectare avec un écartement maximal entre les rangs de 2,50 mètres. L’écartement entre les pieds sur un même rang est compris entre 0,90 mètre et 1,20 mètre.Le palissage est obligatoire. La charge maximale moyenne à la parcelle est fixée à 9 500 kilogrammes par hectare. L’enherbement permanent du contour des parcelles (tournières et espaces inter parcellaires non plantés ou non cultivés) est obligatoire.

### Structure des exploitations
La route des vins permet d'aller à la rencontre des viticulteurs, qu'ils soient vignerons indépendants ou regroupés au sein de l'Union des vignerons.
Il y a dix-huit caves indépendantes. La coopérative, l'Union des Vignerons, regroupent 130 viticulteurs et vinifie près des deux tiers des vins de Saint-Pourçain. 

### Type de vins et gastronomie
Les vins blancs sont issus du chardonnay (50 % minimum) et du tressalier (20 % minimum à 40 % maximum). L'ensemble de ces deux cépages doit représenter au moins 90 % de l'encépagement. Le sauvignon peut être utilisé comme cépage accessoire. Ces vins présentent une couleur jaune paille. Ils sont secs, vifs, assez tendres. Ils ont une bonne tenue en bouteille.
Les vins rouges sont issus du gamay (40 % minimum) et du pinot noir (25 % minimum). L'assemblage de ces deux cépages est obligatoire. Ces vins présentent une belle robe rubis, et sont assez légers. Ils sont fins, pleins en bouche, avec des arômes de fruits secs. Ils ont une bonne tenue en bouteille (jusqu'à 5 ans).
Les vins rosés sont issus exclusivement du gamay. Ils sont secs, et assez fins.
Ces vins s'accordent particulièrement avec des matelotes et étuvées de poissons, brochet à la crème, tourte à la viande, civet de lièvre, pompe aux grattons, pâté aux tartoufes, millat, tarte aux cerises, piquenchâgne, qui sont les fleurons de la gastronomie bourbonnaise.

### Commercialisation
La production annuelle est de 7 400 hl pour les blancs, 5 000 hl pour les rosés, et de 18 700 hl pour les rouges. Depuis 1987, l'Union des vignerons réalise un vin rouge primeur vendu dans une bouteille décorée par un dessinateur (le premier fut Piem) qui a pris pour nom « La Ficelle ». Actuellement, un blanc primeur est également dégusté à cette occasion.

## Patrimoine viticole
La conservation du patrimoine et des traditions du vignoble est assurée par le Musée de la Vigne et du Terroir, situé dans la maison du bailli à Saint-Pourçain, et, en ce qui concerne les anciens cépages et leur culture, par le Conservatoire de la vigne et du vin, à Chareil-Cintrat, près du château de Chareil.
Le festival viticole et gourmand (Festigo) est organisé depuis 2009. Il met en avant le patrimoine et la tradition au cours de la seconde semaine du mois d'août. Ouvert largement au touristes, il permet aux amateurs du vin local de découvrir la qualité des rouges, rosés et blancs élaborés dans leurs caves par les coopérateurs et les vignerons indépendants. Leurs cuvées peuvent être dégustées durant les 11 jours du festival en partenariat avec les communes participantes. S'y ajoutent les spécialités locales telles que les sablés croustillants de Saint-Pourçain, la pompe aux grattons ou le pâté aux pommes de terre qui sont présentés aux amateurs dans une ambiance festive où se mêlent musique, visite du vignoble, feux d'artifice, bal, manèges et convivialité.